# ووهنشته
ووهنشته (به آلمانی: Wohnste) یک شهر در آلمان است که در Sittensen واقع شده‌است.
 ووهنشته  ۸۰۰ نفر جمعیت دارد.